# Нагрудный знак подводника-фронтовика
Нагрудный знак подводника-фронтовика (нем. U-Boot-Frontspange) — военная награда Нацистской Германии, существовавшая в 1944—1945 годах и вручавшаяся наиболее опытным и доблестным подводникам кригсмарине. Дизайн разработан Вильгельмом Пикхаусом.

## История
Знак учреждён 15 мая 1944 года в качестве более высокой степени награды Нагрудный знак подводника, выдававшейся всем участникам двух боевых походов. Новая награда выдавалась за большое количество боевых походов или за демонстрацию личной доблести в боевой обстановке. Более чётких критериев награждения не было, кандидатов предлагали командиры подводных лодок или командиры флотилий, затем списки утверждались лично командиром подводных сил Карлом Дёницем. 24 ноября 1944 года была учреждена серебряная степень знака.

## Описание

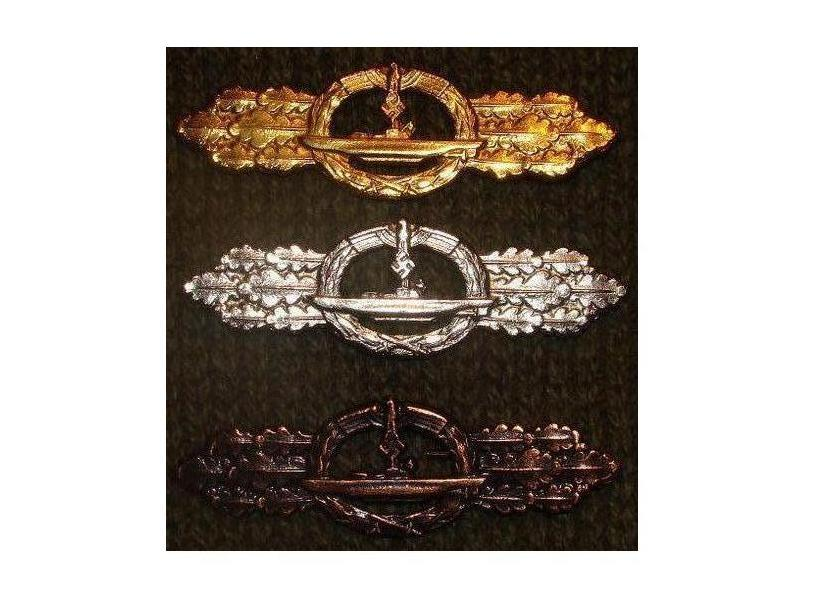
Дизайн трёх степеней нагрудного знака

Дизайн нагрудного знака основан на Нагрудном знаке подводника: подводная лодка в овальном лавровом венке, но отличается от него «крыльями» из дубовых листьев и мечами в нижней части венка. Формально награда имела три степени, но вручались только две. 
После завершения войны выпускалась разрешённая к ношению версия награды без орла и свастики.

## Награждения
Знак носился на кителе слева сверху. 
- Бронзовый нагрудный знак подводника-фронтовика вручался на основании количества боевых походов, степени перенесённого риска и персональной доблести[1].
- Серебряный нагрудный знак подводника-фронтовика вручался обладателям бронзового знака за дальнейшую службу, связанную с большим риском и проявлениями героизма[1].

Достоверно известны имена 65 командиров подводных лодок, награждённых Нагрудным знаком подводника-фронтовика и имена 5 командиров подводных лодок, награждённых Нагрудным знаком подводника-фронтовика в серебре. Было произведено также некоторое количество знаков в золоте, но они никогда не вручались.